# Incidente Laurel
El incidente Laurel fue una grave crisis diplomática entre el gobierno de los Estados Unidos y la Dictadura de Francisco Franco de España que se produjo a finales de 1943, en plena Segunda Guerra Mundial, a causa del reconocimiento de facto del gobierno títere de José P. Laurel impuesto por los japoneses en Filipinas. 

## Desarrollo
El 18 de octubre de 1943 el ministro de Asuntos Exteriores español Francisco Gómez-Jordana envió un telegrama de felicitación a José P. Laurel que acababa de ser nombrado por los japoneses —que ocupaban el archipiélago desde junio de 1942 tras derrotar a los estadounidenses— presidente de un gobierno títere de Filipinas. El mensaje de Franco, y también otro de Hitler en el mismo sentido, fueron celebrados por la propaganda japonesa y ampliamente difundidos por Radio Tokio. Los Estados Unidos decidieron interpretar la misiva como un reconocimiento de facto del gobierno de Laurel y usaron la situación para su beneficio. Según Paul Preston, «Jordana pudo ser forzado a cometer esta grave torpeza por los oficiales partidarios del Eje, incluido Doussinague, o bien Franco o él debieron de creer que era un modo astuto de apaciguar al Eje, sin pensar en sus implicaciones ofensivas para los aliados».
Una parte de la prensa estadounidense, entre la que se encontraba The New York Times, pidió que se tomaran medidas duras contra el régimen franquista. El 5 de noviembre el embajador estadounidense en Madrid Carlton Hayes se entrevistó con Gómez-Jordana, quien para apaciguar su indignación llegó a ofrecerle su dimisión. Al día siguiente, 6 de noviembre, el nuevo subsecretario de Estado Edward Stettinius Jr. le ordenó a Hayes que exigiera al gobierno español el embargo total de sus exportaciones de wolframio a Alemania y la expulsión de los agentes alemanes en Tánger.
El general Franco no solo no hizo caso a las demandas estadounidense, sino que, el 3 de diciembre, se entrevistó con el embajador alemán en Madrid, Hans-Heinrich Dieckhoff, a quien le dijo que deseaba la victoria del Eje y que el triunfo de los aliados «significaría su propia eliminación». Añadió que «una España neutral que estaba abasteciendo a Alemania de wolframio y otros productos es en este momento de mayor valor para Alemania que una España inmersa en la guerra».
Pocos días después el embajador británico escribía a su gobierno:

Resulta preocupante, aunque tal vez sea inevitable, que Franco se aproveche ahora de la paciencia aliada y de la ausencia de una oposición española eficaz como pruebas de la estabilidad de su régimen y de sus excelentes relaciones con Gran Bretaña y los Estados Unidos. Para mí, que estoy en Madrid, esta insolente actitud pagada de sí misma me resulta particularmente irritante… aunque quizás logremos contener o frenar muchos actos no neutrales, el presente gobierno español, con Franco a la cabeza es fundamentalmente hostil a los aliados y a los propósitos por los que luchamos».

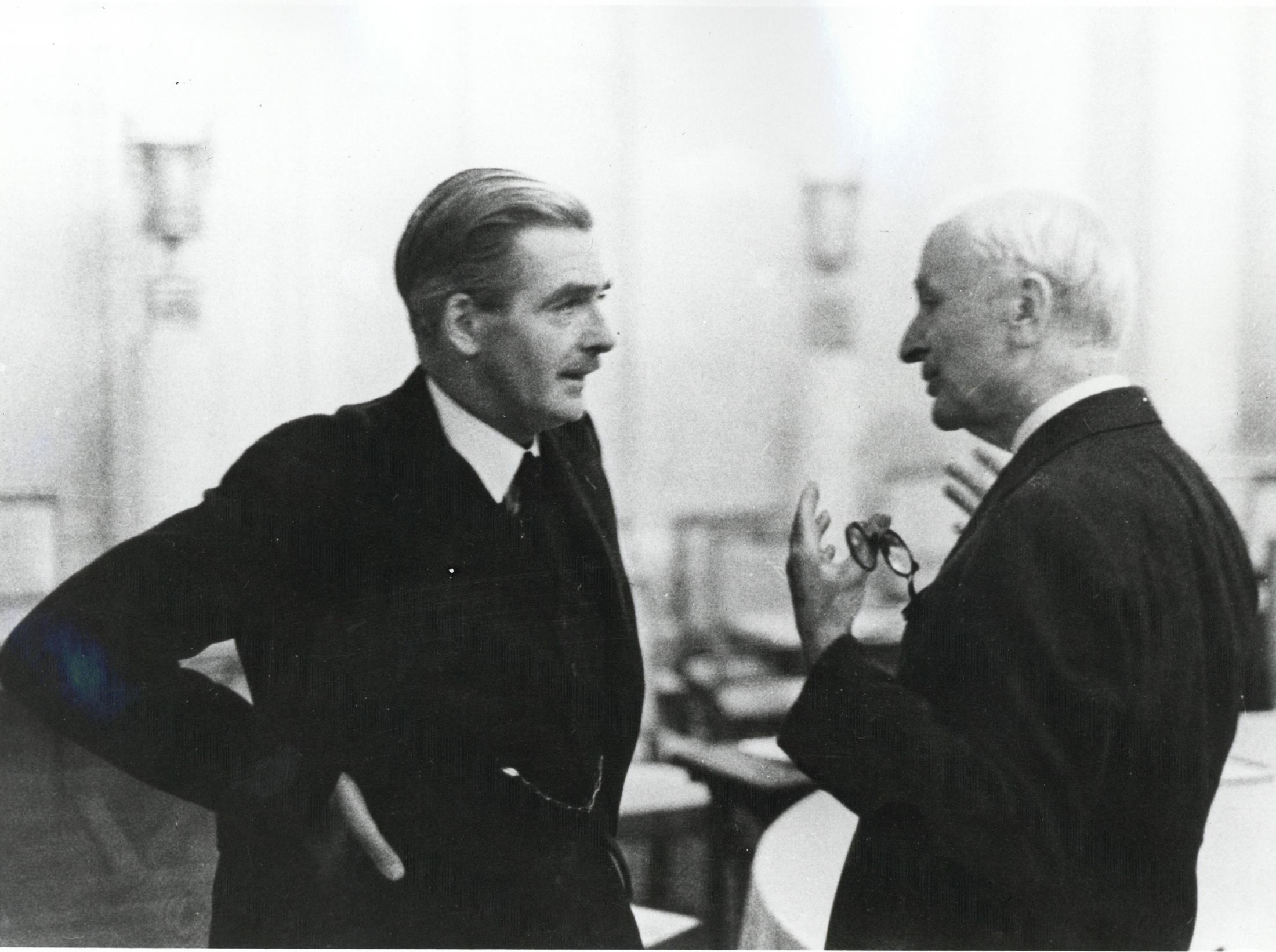
Anthony Eden, secretario del Foreign Office (izquierda), con el secretario de Estado estadounidense Cordell Hull (derecha)

El 3 de enero de 1944 el embajador estadounidense Carlton Hayes presentó un ultimátum al ministro de Asuntos Exteriores Gómez-Jordana en el que le decía que las exportaciones de wolframio a Alemania debían cesar inmediatamente. Como no recibió una respuesta satisfactoria, el gobierno estadounidense suspendió en febrero los embarques previstos para España —y decretó el embargo de los suministros de petróleo—.
El secretario de Estado Cordell Hull informó que el embargo se debía a que se estaba vendiendo wolframio a los alemanes, contribuyendo de este modo al esfuerzo de guerra. Sin embargo, otro de los motivos del embargo fueron las actividades subversivas del Servicio Exterior de Falange en Hispanoamérica, que desde tiempo atrás venían constituyendo una preocupación para los estadounidenses. Al mismo tiempo el secretario del Foreign Office Anthony Eden denunciaba ante la Cámara de los Comunes la ayuda que el gobierno español continuaba prestando a Alemania. La prensa española no informó de los auténticos motivos del embargo de petróleo sino que lo explicó como una medida de presión para que Franco abandonara la neutralidad a favor de los aliados y así lo expresaron diversos portavoces oficiales. También se dijo que era el resultado de las maquinaciones de los republicanos exiliados. Por otro lado se incrementó la propaganda a favor del Eje en la prensa y en la radio.